# グリーンドーム前橋
グリーンドーム前橋（グリーンドームまえばし）は、群馬県前橋市にある前橋市立の多目的アリーナである。2022年4月1日からネーミングライツにより日本トーターグリーンドーム前橋（にっぽんとーたーグリーンドームまえばし）と呼称されている。

## 概要
グリーンドーム前橋は老朽化した前橋競輪場の後継施設として1990年5月31日に完成した。
メインアリーナには世界選手権自転車競技大会などの国際自転車競技大会（主に国内では競輪）の開催に対応した自転車競技用の走路が設置されている。現在は本開催と雨天時の練習の一部にも使用されている。
施設所有は前橋市で、管理運営は財団法人グリーンドーム前橋が行なっていたが、2011年から前橋市の方針により市内の財団が統合して発足した一般財団法人前橋振興公社が管理し、2016年からは別財団との合併により発足した一般財団法人前橋まちづくり公社が管理している。
2014年時点において、施設の主な使用目的である競輪の収益が落ち込んでおり、収支は赤字経営となっているため、施設の命名権を募集したところ、県内に本社を持つヤマダ電機からの応募により、そのまま命名が決定し、『ヤマダグリーンドーム前橋』となっていた。なお、2022年4月より日本トーターがネーミングライツを取得し、『日本トーターグリーンドーム前橋』と変更された。
- メインアリーナ - 最大収容人員2万人（スタンド7594人）。競輪トラックの内側は有効面積5000m2のアリーナとなっており各種スポーツイベントの他展示会やコンサートにも利用できる。1999年には、世界室内陸上選手権の会場となった。音楽イベントのこけら落し興行として、『Great Double Booking』と銘打ち、群馬県出身のミュージシャンであるBUCK-TICK（1990年10月6日）と氷室京介（同年10月7日）がライブを行った。
- サブアリーナ - 地下1階にあり、競輪などのイベント開催時には出演者の控え室として、またそれ以外でもコンサートやパーティー・式典などにも利用できるようになっている。床面積900m2。
- その他 - 会議室15室など